# Villa des Buttes-Chaumont
Pour les articles homonymes, voir Buttes Chaumont.
La villa des Buttes-Chaumont est une voie du 19e arrondissement de Paris, en France.

## Situation et accès
Elle se situe dans le 19e arrondissement de Paris. Elle débute au 73, rue de la Villette et se termine en impasse.

## Origine du nom
Cette place doit son nom au fait qu'elle est voisine du parc des Buttes-Chaumont.

## Historique
Cette voie, qui avait été provisoirement dénommée « voie CL/19 », prend son nom actuel le 13 août 1992.